# Šulbinsko umjetno jezero
Šulbinsko umjetno jezero (rus. Шульбинское водохранилище) — akumulacijski bazen formiran branom Šulbinske hidroelektrane na rijeci Irtišu. Smješteno je na teritoriji Istočnokazaške oblasti Republike Kazahstan.
Površina umjetnog jezera — 255 km², Zapremina — 53 km³, dužina oko 53 km, najveće širina 6 km. U dolini rijeka Šulbinka, Osiha i Kyzyl-Su — zaljevi dužine do 11 km (Kyzyl-Su) i širine do 1,5 km. Ušće još jedne pritoke — Uba, oblikuje deltu. Ribolov (smuđ, deverika, bodorka, itd.).
Na zapadnoj obali umjetnog jezera je selo Šulbinsk.

## Vanjske poveznice
|  | Zajednički poslužitelj ima još gradiva o temi Šulbinsko umjetno jezero |